# 杜瓦爾 (伊利諾伊州)
杜瓦爾（英語：Duvall）是位於美國伊利諾伊州謝爾比縣的一個非建制地區。該地的面積和人口皆未知。

## 地理
杜瓦爾的座標為39°28′45″N 88°47′25″W / 39.47917°N 88.79028°W，而該地的平均海拔高度為207米（即679英尺）。